# Arthur Capell, Primer Comte d'Essex
Arthur Felix Capell PC, Primer Comte d'Essex (1631 – 13 de juliol de 1683), va ser un estadista anglès. Fill d'Arthur F. Capell, Primer Baró d'Hadham (ajusticiat el 1649) i d'Elizabeth Morrison, filla de Sir Charles Morrison de Cassiobury en Hertfordshire, i batejat el 2 de gener de 1632.